# Marin Gerczew
Marin Raczew Gerczew (bg. Марин Рачев Герчев; ur. 10 listopada 1953) – bułgarski zapaśnik walczący w stylu wolnym i sambista. Wicemistrz świata w 1977. Srebrny medalista mistrzostw Europy w 1977 i brązowy w 1978; czwarty w 1975 i 1976.  Wicemistrz uniwersjady w 1977 roku.
Trzeci na MŚ w sambo w 1983 i 1984 roku.